# Крупенино (Смоленская область)
Крупенино — деревня в Смоленской области России, в Демидовском районе. Население — 3 жителя (2007 год). Расположена в северо-восточной части области в 17 км к западу от Демидова у автодороги Демидов — Понизовье, на левом берегу реки Каспля.
Входит в состав Полуяновского сельского поселения.

## Достопримечательности
Севернее деревни на берегу реки Каспля находится самый большой в Смоленской области валун Кресел. Размеры 6,5×4 м, высота 2 м.